# Daytrading
Daytrading is het kopen en verkopen van effecten op de beurs om te profiteren van prijsfluctuaties tijdens de handelsdag. Alle openstaande posities worden gesloten voor het einde van de handelsdag, zodat er nabeurs geen risico's worden gelopen. Elke dag worden er dus nieuwe posities ingenomen. Handelaren die deze vorm van handel bedrijven noemt men daytraders of daghandelaren.
Enkele handelshuizen hebben daghandelaren in dienst. Sinds de introductie van breedbandinternet is het ook mogelijk om vanaf huis te handelen via een online broker. Daarnaast is het mogelijk om bij een handelskantoor een bureau en handelsfaciliteiten te huren. In de Verenigde Staten is deze laatste vorm meer ingeburgerd dan in Europa.

## Strategie
De strategieën die daghandelaren gebruiken variëren. Het aantal transacties per dag kan uiteenlopen van een paar tot enkele duizenden. Ook de tijd die men neemt om een positie aan te houden verschilt tussen seconden (flitshandel) en uren. Een andere term voor flitshandel is scalpen. Wanneer de posities wat langer worden aangehouden spreekt men van swing trading. High-frequency traders, in de regel zijn dit algoritmes, kunnen zelfs binnen enkele milli- en zelfs nanoseconden in- en uitstappen. Voor het nemen van de beslissingen om te kopen (long gaan) of te verkopen (short gaan) baseren daghandelaren zich op technische analyse, op de zichtbare orders in het orderboek, op ontwikkelingen in het nieuws of op bijvoorbeeld de bewegingen van andere gerelateerde effecten.

## Resultaat
De maximale piek tot dal waardevermindering op een daytrading-account noemt men drawdown. Dit is een maatstaf voor het gelopen risico tijdens een bepaalde periode. Het is een onderwerp van wetenschappelijk onderzoek of zelfstandige daytraders winst maken na aftrek van transactiekosten.  Onderzoek suggereert dat veel handelaren verlies maken.